# Herbert Raddatz
Herbert Raddatz (* 13. Mai 1914 in Oberschöneweide, heute zu Berlin; † 29. Oktober 2001 in Erkner) war ein deutscher Fußballspieler aus Berlin.

## Karriere
Raddatz, der seine ersten fußballerischen Schritte bei der SG Oberspree und dem SC Ostend als Kind machte, wechselte im Alter von zwölf Jahren zum SC Union Oberschöneweide (Vorgängerverein des 1. FC Union Berlin), bei dem er seine gesamte weitere Fußballkarriere verbrachte. Dort feierte er im Jahr 1933 als 18-Jähriger beim 3:1-Sieg gegen Adlershofer BC sein Debüt in der Seniorenmannschaft. Zunächst spielte er als Außenläufer. Später wechselte er dann auf die defensivere Position des Mittelläufers, wo er auch seine größten Erfolge feierte. Trotzdem blieb er auch dann noch durch seine Freistöße und Elfmeter torgefährlich. Als Mannschaftskapitän führte er die Unioner zusammen mit Spielern wie z. B. Heinz Rogge oder Paul Salisch zu zwei Berliner Meisterschaften, welche die Qualifikation zur Endrunde um die Deutsche Meisterschaft bedeuteten.
In der Endrunde 1940 konnten er und die Mannschaft sich in der Vorrundengruppe zunächst gegen den VfB Königsberg und den VfL Stettin durchsetzen. Danach verlor man aber die Ausscheidungsspiele um den Gruppensieg gegen den späteren Meisterschaftsdritten SK Rapid Wien. Während Raddatz Wiens Stürmerstar Franz Binder im Hinspiel noch kontrollieren konnte, besiegte Binder im Rückspiel vor 60.000 Zuschauer im Berliner Olympiastadion mit drei Treffern quasi im Alleingang die Oberschöneweider.
Diese Jahre waren jedoch bereits geprägt durch den Zweiten Weltkrieg, der auch am Fußball sowie Union nicht spurlos vorüberging. In dieser Zeit folgte der 1940er Meisterschaft nur zwei Jahre später der Abstieg aus der Gauliga Berlin-Brandenburg. Wiederum zwei Jahre später stiegen die Unioner wieder auf; das Heranrücken der Alliierten und das damit verbundene Ende des Krieges beendete jedoch die Folgesaison vorzeitig.
Nach der Auflösung Unions und der Wiedergründung des Vereins als SG Oberschöneweide im Jahr 1945 kehrte auch Raddatz wieder als Spieler zurück. Der neue Trainer Karl-Heinz Schulz – nach ihm wurde später auch der Berliner Landespokal benannt – wollte um ihn herum eine neue Mannschaft aufbauen. Mit dem Team gewann er 1947 und 1948 jeweils den RIAS-Pokal. Außerdem schaffte die Mannschaft 1947 den Aufstieg in die Berliner Stadtliga und gewann dort erneut die Berliner Meisterschaft, womit man sich für die Meisterschaftsendrunde 1948 qualifizierte. Dort verlor Oberschöneweide vor 70.000 Zuschauern im Olympiastadion jedoch deutlich mit 0:7 gegen den FC St. Pauli.
Im selben Jahr beendete Raddatz seine Karriere. Für Union hatte er inklusive aller Einsätze im Jugendbereich in dieser Zeit 1.600 Spiele bestritten. Außerdem wurde er 85-mal in die Berliner Auswahl berufen und gehörte zum Kreis der A-Nationalmannschaft, als diese 1936 in der Berliner Staatsoper den olympischen Eid leistete. Während des olympischen Fußballturniers bestritt er jedoch kein Spiel.

## Erfolge
- Berliner Meister 1948
- Berliner Pokalsieger 1947, 1948
- Gaumeister Berlin-Brandenburg 1940

## Sonstiges
Raddatz übernahm 1950 das Traineramt beim BSV Grün-Weiß Baumschulenweg und war für kurze Zeit auch Trainer der Union Oberschöneweide.
Beruflich soll Raddatz als kaufmännischer Angestellter und Heizer gearbeitet haben.
Raddatz verstarb am 29. Oktober 2001 87-jährig in einem Seniorenheim in Erkner und wurde auf dem Waldfriedhof in Oberschöneweide beigesetzt.